# Андихасия
Андиха́сия (греч. Αντιχάσια «напротив Хасии») — низкий горный хребет в Греции. Расположен на границе периферийных единиц Трикала и Лариса в периферии Фессалия, к северу от Фессалийской равнины и реки Пиньос. Восточное продолжение хребта Хасия. Высочайшая вершина — Оксия (Οξυά) высотой 1416 м над уровнем моря. Еще один пик — Метеризия (Μετερίζια) высотой 1382 м.

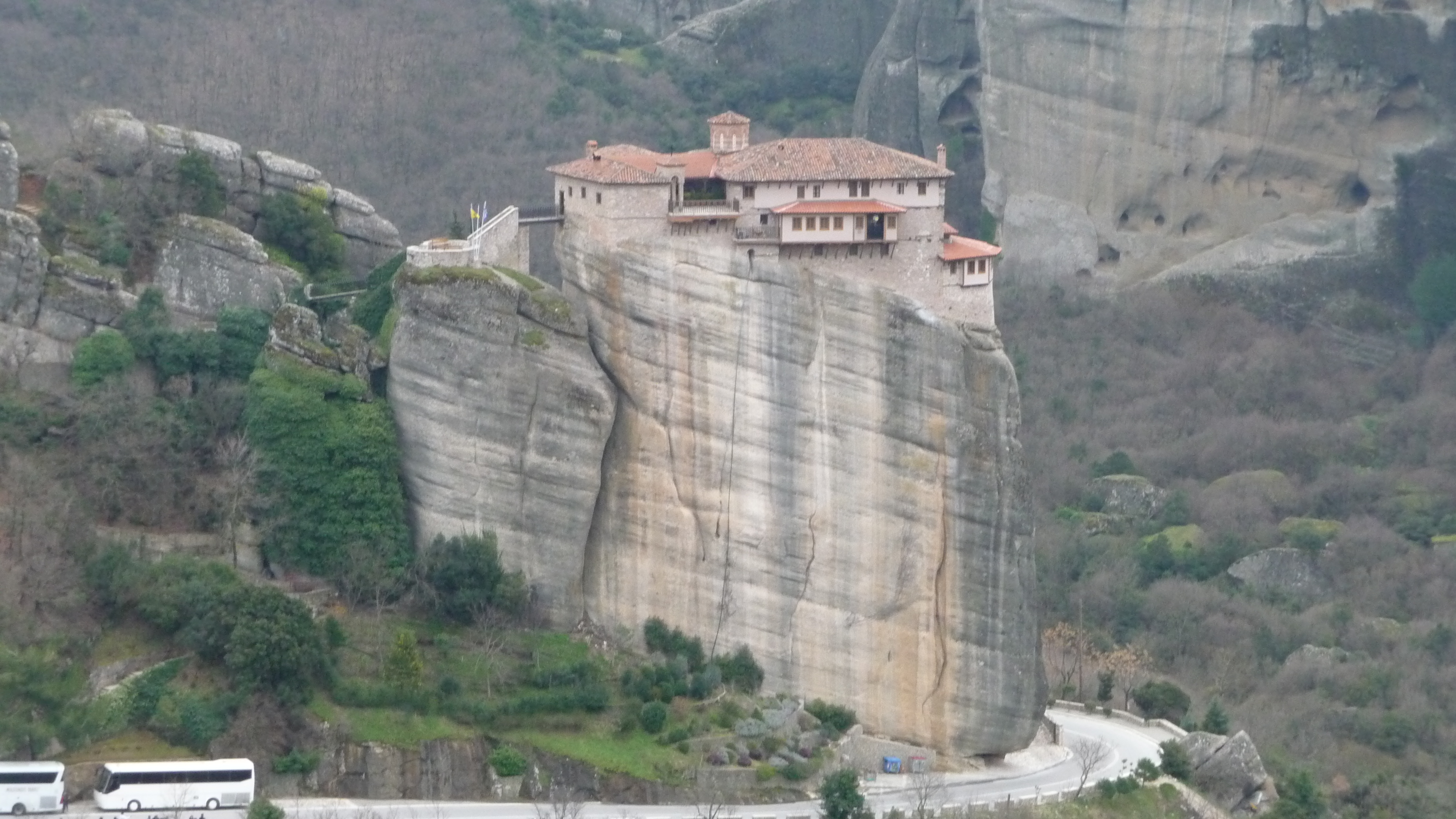
Монастыри Метеоры

Характерной особенностью области города Каламбака являются крутые голые песчаниковые останцы Метеора. Монастыри Метеоры являются объектом всемирного наследия. Росписи, датируемые XVI веком, знаменуют собой важный этап в развитии поствизантийской живописи.
Андихасия, область Каламбаки и долина рек Литеос и Мурнгани (Μουργκάνι) входят в сеть защитных зон «Натура 2000». Хребет состоит в основном из известняка и флиша. Хребет покрыт сухими кремнистыми лугами и широколиственными лесами. В лесах доминирует дуб Фрайнетто, иногда вместе с дубом австрийским или дубом пушистым. Встречается дуб скальный. В значительной части области, покрытой в прошлом дубовыми лесами растительность деградирует, площадь покрыта травянистой растительностью. В пойме растут леса из платана восточного, ивы белой и ольхи чёрной. Область является важной для птиц. Мигрирует степная пустельга, обитает без воспроизведения могильник. Здесь обитает вымирающий обыкновенный стервятник, чёрный коршун, малый подорлик, орёл-карлик, змееяд, средиземноморский сокол, сапсан, курганник, домовый сыч, европейский тювик. Распространены чёрный аист и сизоворонковые, а также различные виды дятлов (белоспинный дятел, зелёный дятел, средний пёстрый дятел, жемчужнобрюхий венилиорнис, желна). Обитает малая белая цапля и красноклювая овсянка. Большая популяция млекопитающих и различные виды пресмыкающихся и беспозвоночных обитают. Эндемичными видами растений являются Centaurea kalambakensis (только в Метеора) и Centaurea lactiflora (только в области деревни Конискос). Вид Anthemis cretica (Anthemis meteorica) включён в 1993 году в Красную книгу МСОП.